# Тіл
Тіл (нід. Tiel, нід. вимова: [til] ( прослухати)) — муніципалітет і місто у центральній частині Нідерландів, у провінції Гелдерланд.
На південь від Тіла протікає річка Вааль, а на захід — канал Амстердам-Рейн.

## Населені пункти муніципалітету
Міста
- Тіл

Села
- Капел-Авезат
- Керк-Авезат
- Ваденойєн

Селища
- Бергаккер
- Зенневейнен

## Галерея

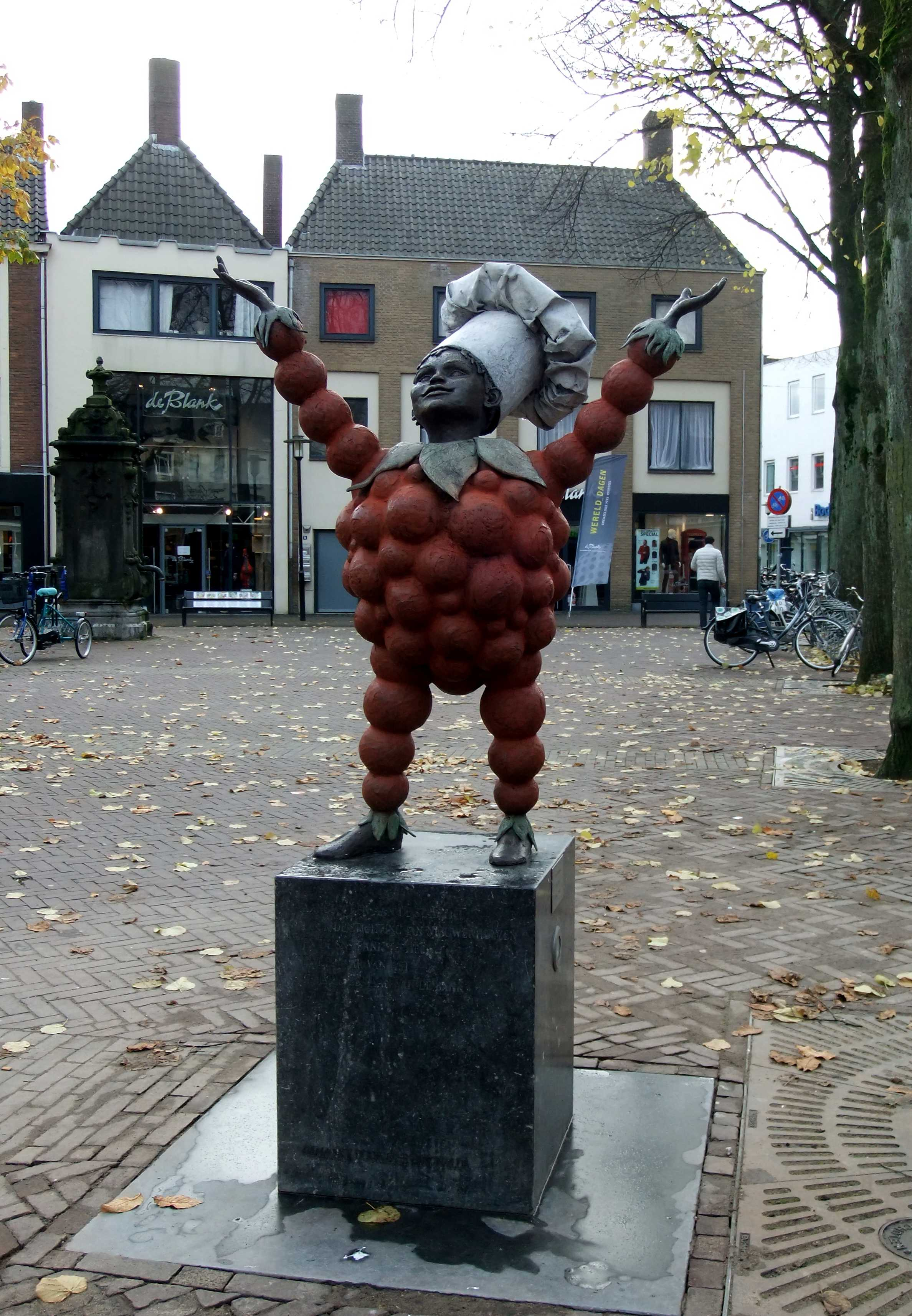
Статуя
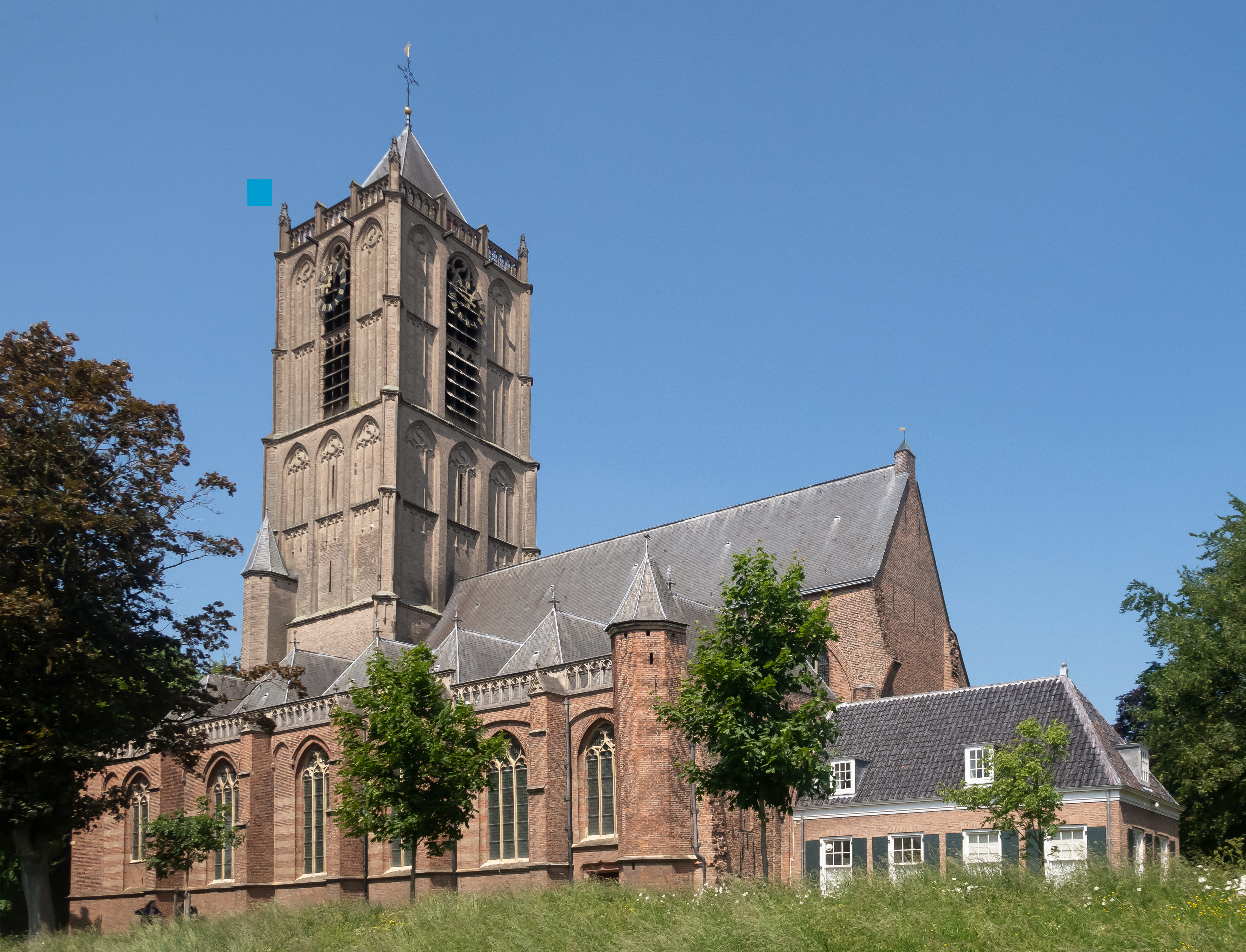
Церква св. Мартена
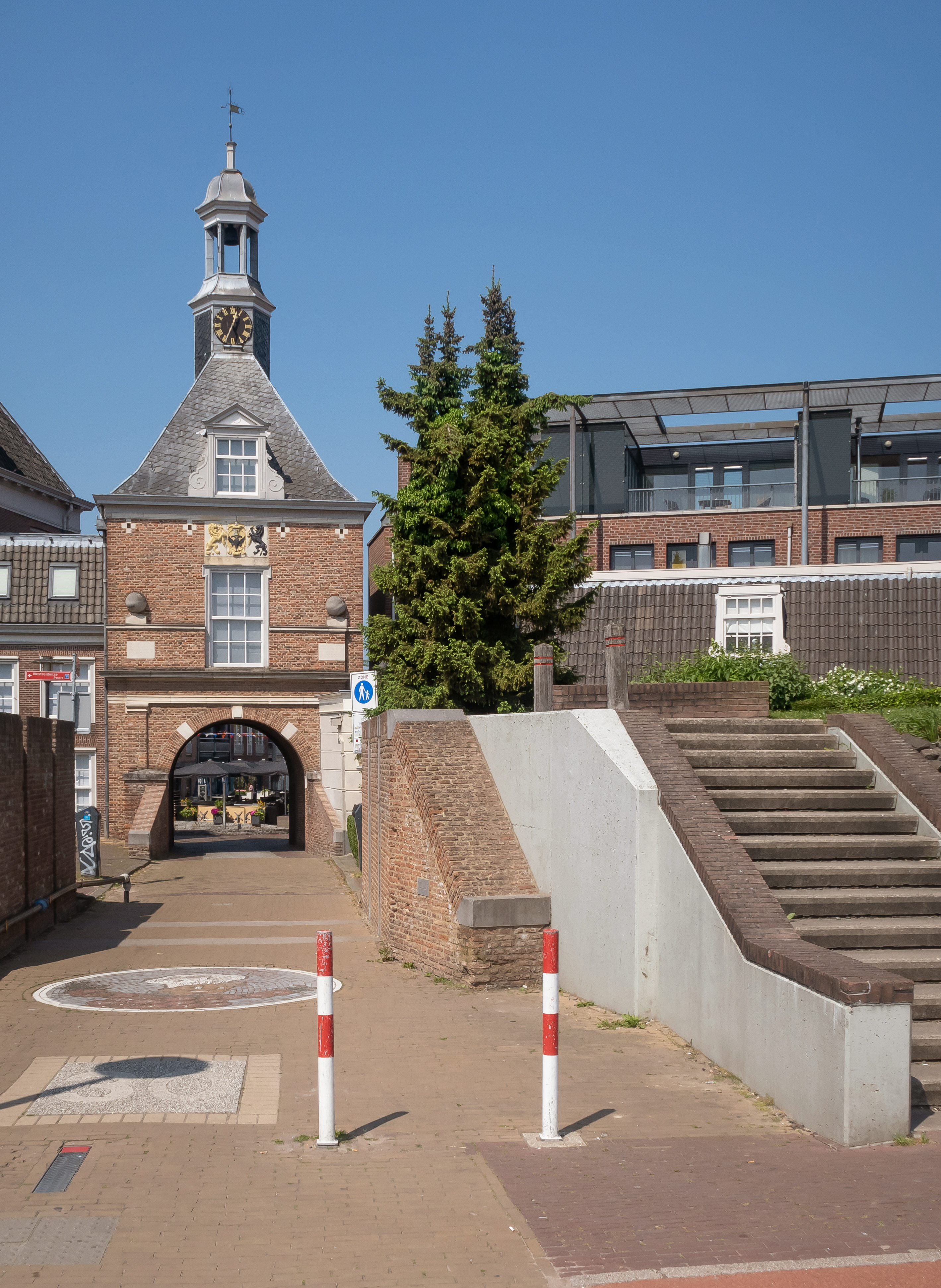
Міська брама
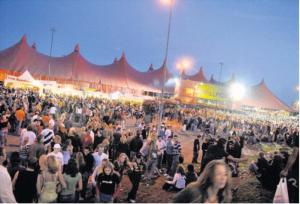
Музичний фестиваль
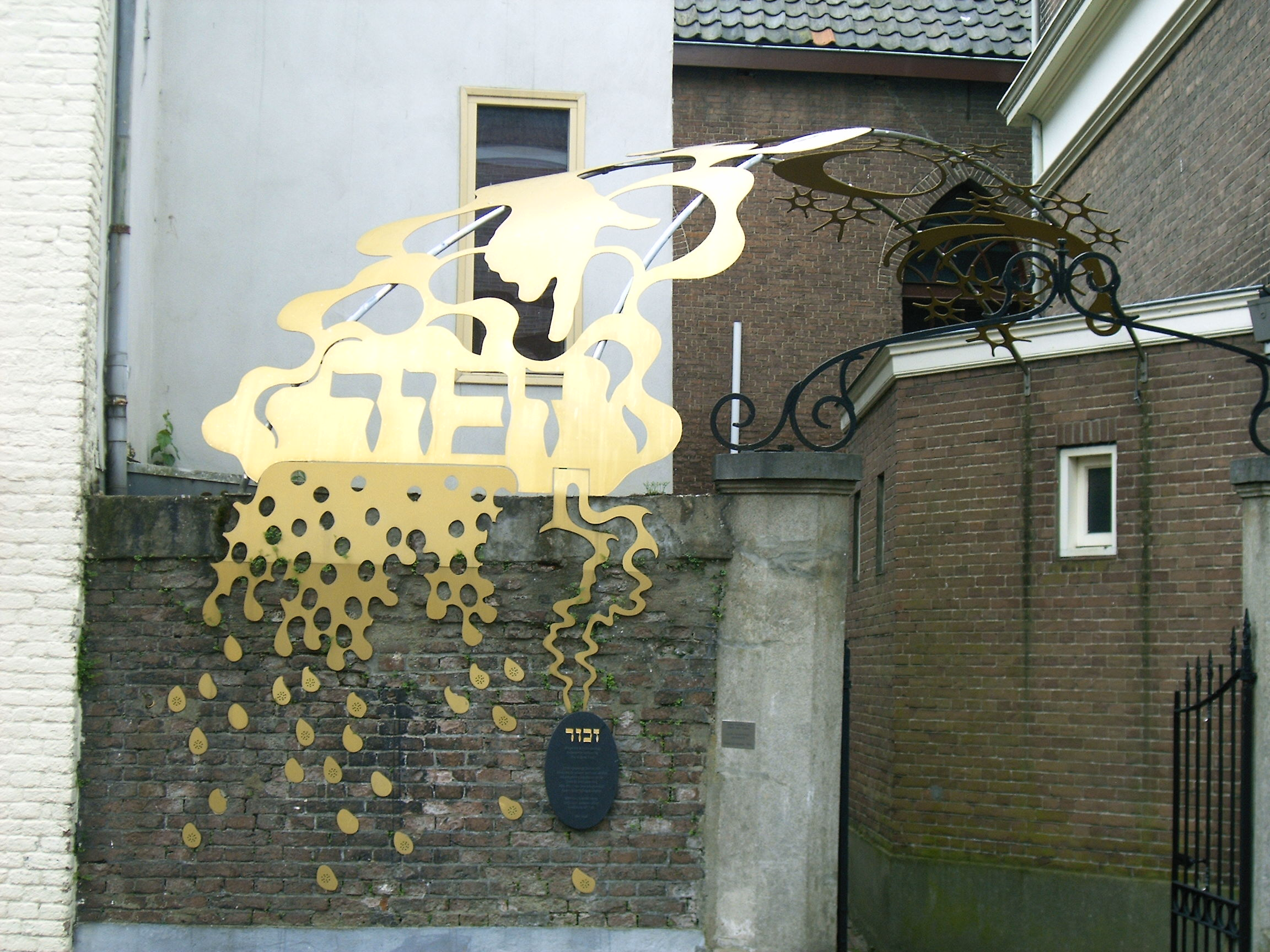
Єврейський монумент